# Kup Hrvatske u dvoranskom hokeju za muškarce 2019.
Kup Hrvatske za muškarce u dvoranskom hokeju za sezonu 2019./20. je šesti put zaredom osvojila Zelina iz Svetog Ivana Zeline. 

Natjecanje je održano 21. prosinca 2019. godine 

## Sudionici
- Jedinstvo  - Zagreb
- Marathon - Zagreb
- Mladost - Zagreb
- Trešnjevka - Zagreb
- Zelina - Sveti Ivan Zelina
- Zrinjevac - Zagreb

## Rezultati
Sve su utakmice igrane 21. prosinca 2019. godine. 
| par                   | rez.            |                    |
| četvrtzavršnica       | četvrtzavršnica | četvrtzavršnica    |
| --------------------- | --------------- | ------------------ |
| Trešnjevka - Marathon | 8:3             |                    |
| Jedinstvo - Zrinjevac | 2:12 (2:0 SO)   |                    |
| Mladost, Zelina       | Mladost, Zelina | slobodni           |
|                       |                 |                    |
| poluzavršnica         |                 |                    |
| Trešnjevka - Zelina   | 1:6             |                    |
| Mladost - Jedinstvo   | 9:0             |                    |
|                       |                 |                    |
| završnica             |                 |                    |
| Zelina - Mladost      | 5:0             | "Zelina" pobjednik |

## Vanjske poveznice
- hhs-chf.hr, Hrvatski hokejski savez